# Loren Carpenter
Loren C. Carpenter (* 7. února 1947 Brighton, Michigan) je výzkumník a vývojář počítačové grafiky.

## Životopis
Byl spoluzakladatelem a hlavním vědeckým pracovníkem společnosti Pixar Animation Studios. Je vynálezcem vykreslovacího algoritmu Reyes a jedním z autorů softwaru PhotoRealistic RenderMan, který implementuje Reyes a vykresluje všechny filmy společnosti Pixar. Po převzetí společnosti Pixar společností Disney se Carpenter stal vedoucím vědeckým pracovníkem ve společnosti Disney Research a počátkem roku 2014 odešel do důchodu.
Kolem roku 1967 začal Carpenter pracovat ve společnosti Boeing Computer Services (součást výrobce letadel Boeing) v Seattlu ve státě Washington. Během svého působení tam Carpenter získal bakalářský titul z matematiky (B.S., 1974) a magisterský titul z počítačových věd (M.S., 1976), oba tituly na Washingtonské univerzitě. Část jeho práce se týkala využití počítačové technologie ke zlepšení mechanických konstrukčních procesů společnosti Boeing, které se do té doby prováděly výhradně ručně na papíře.
Dne 14. července 1980 přednesl na konferenci SIGGRAPH prezentaci, v níž ukázal dvouminutový počítačem generovaný film Vol Libre. Předvedl tak svůj software pro generování a vykreslování fraktálně generovaných krajin, za který se mu dostalo ovací vstoje, a (jak Carpenter doufal) dostal okamžitě nabídku pracovat v počítačové divizi společnosti Lucasfilm (která se později stala Pixarem). Tam Carpenter pracoval na scéně „Genesis“ pro film Star Trek II: Khanův hněv, která obsahovala celou fraktálně generovanou planetu.
Spolu se svou ženou Rachel založil společnost Cinematrix, která se zabývá výzkumem počítačem podporované interaktivní účasti diváků.
Carpenter vynalezl algoritmus určení neviditelných povrchů A-buffer.
Kompresní schéma PXR24 používané ve formátu OpenEXR společnosti Industrial Light & Magic vychází z Carpenterovy práce.
V roce 2006 vylepšil populární generátor náhodných čísel Mersenne Twister.
Od roku 2022 Carpenter spolupracuje se společnostmi Ostrich Air Inc a FireBot Labs Inc jako soukromý investor a technický konzultant na jejich plně autonomní platformě řízené umělou inteligencí pro hašení požárů.

## Počítačové animace
- Star Trek II: The Wrath of Khan (1982) – počítačová grafika: Industrial Light & Magic
- The Adventures of André & Wally B. (1984) – 3D renderování
- Tin Toy (1988) – elf
- Toy Story (1995) – vývoj modelovacího a animačního systému, tým modelářů, vývoj softwaru renderman, tým stínovačů
- A Bug's Life (1998) – modelář
- Toy Story 2 (1999) – softwarový inženýr pro renderování
- Monsters, Inc. (2001) – vývojář efektů
- Finding Nemo (2003) – výzkum a vývoj studiových nástrojů
- The Incredibles (2004) – softwarový inženýr
- Cars (2006) – vývojový tým: Renderman
- Ratatouille (2007) – vývojový tým rendermanu
- WALL-E (2008) – tematické parky týmu studia Pixar
- Up (2009) – tematické parky a 360 group: tým studia Pixar
- Toy Story 3 (2010) – 360 group: tým studia Pixar
- Cars 2 (2011) – 360 group: tým studia Pixar
- Brave (2012) – 360 group: tým studia Pixar
- Monsters University (2013) – výzkumný pracovník: výzkum a vývoj softwaru, tým studia Pixar

## Ocenění
- 1985 – ACM SIGGRAPH Achievement Award
- 1992 – Scientific and Technical Academy Award (plaketa) – za přínos filmovému průmyslu, za vynález a vývoj softwaru RenderMan
- 1994 – vyznamenání poroty Prix Ars Electronica za podíl na Kinoetic Evolution v kategorii Interaktivní umění
- 1995 – Fellow of the Association for Computing Machinery
- 2000 – Academy Award of Merit (soška)[12]
- 2017 – Cayman Islands International Film Festival Lifetime Achievement Award – za celoživotní dílo